# Trải nghiệm bạn gái

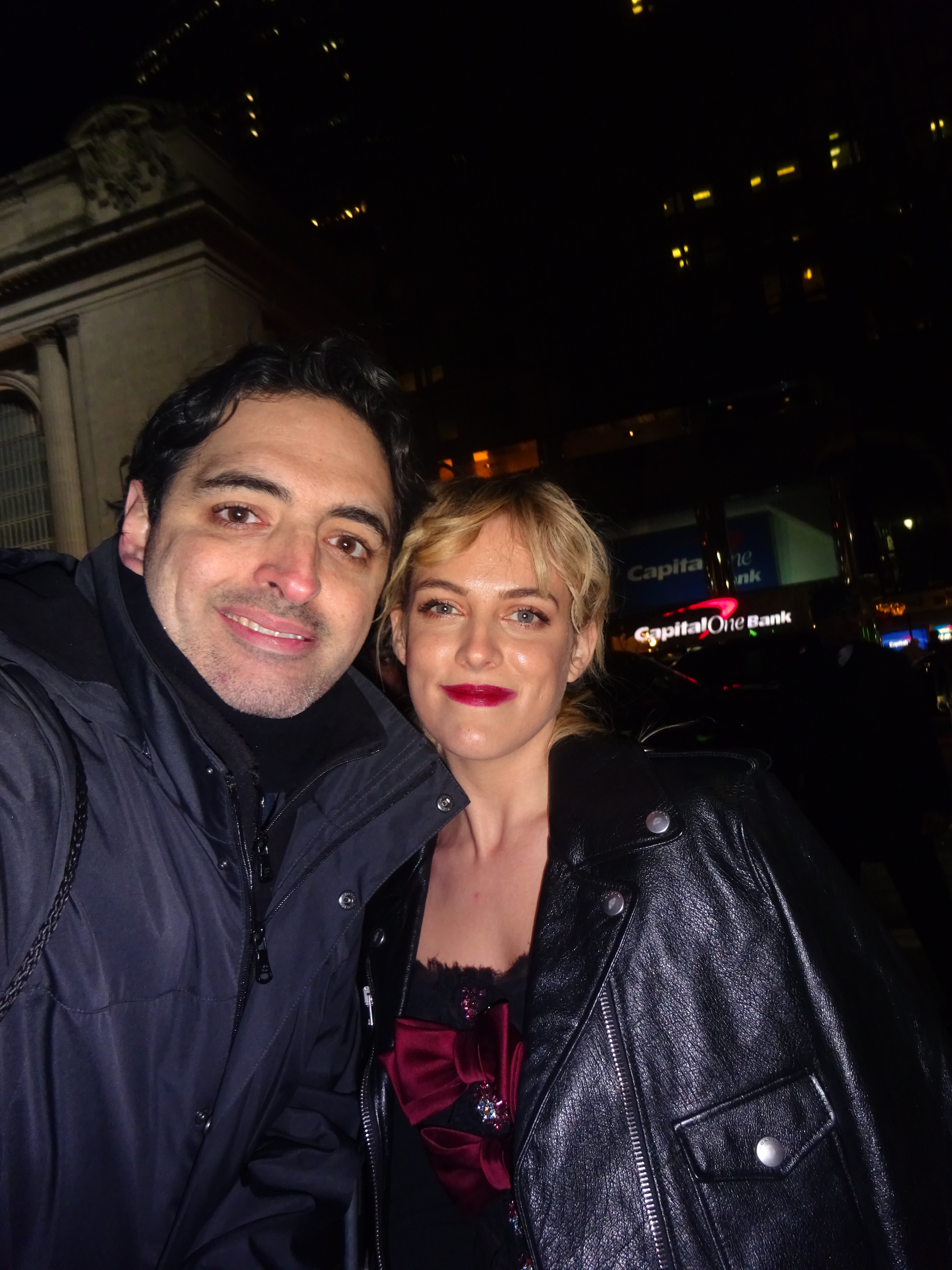
Các diễn viên trong chương trình trải nghiệm bạn gái (Fury Road and The Girlfriend Experience. NYC Jan '17)

Trải nghiệm bạn gái (Girlfriend experience) là một quan hệ dịch vụ thân xác mang tính vụ lợi, trao đổi mua bán, thông qua một mối quan hệ tình dục đổi chác khi một khách làng chơi trả tiền cho một cô gái mại dâm để giả vờ là bạn gái của anh ta trong suốt buổi hẹn hò, làm tình để cùng nhau khám phá và trải nghiệm thân xác. Trải nghiệm này không chỉ chú trọng vào việc quan hệ xác thịt, mà còn đem đến nhiều trải nghiệm bên nhau toàn diện, sâu sắc, thấm thía hơn. Nếu bạn tình là một người đàn ông thì được gọi là trải nghiệm bạn trai (Boyfriend experience). Trong ngành công nghiệp tình dục của Hoa Kỳ và Canada, thuật ngữ trải nghiệm bạn gái (GFE) được sử dụng để mô tả một cuộc gặp gỡ đi đến quan hệ thân xác (lên giường), trong đó người hành nghề mại dâm và khách làng chơi mang lại cho nhau khoái cảm nhục dục và một mức độ thân mật, thắm thiết nào đó về mặt tình cảm. Ở Mỹ, các dịch vụ trải nghiệm bạn gái chuyên nghiệp, thường được cung ứng thông qua một công ty môi giới như là một dịch vụ phổ biến, gói dịch vụ này gồm nhiều tương tác cá nhân với nhau hơn so với dịch vụ gái gọi truyền thống.

## Tổng quan

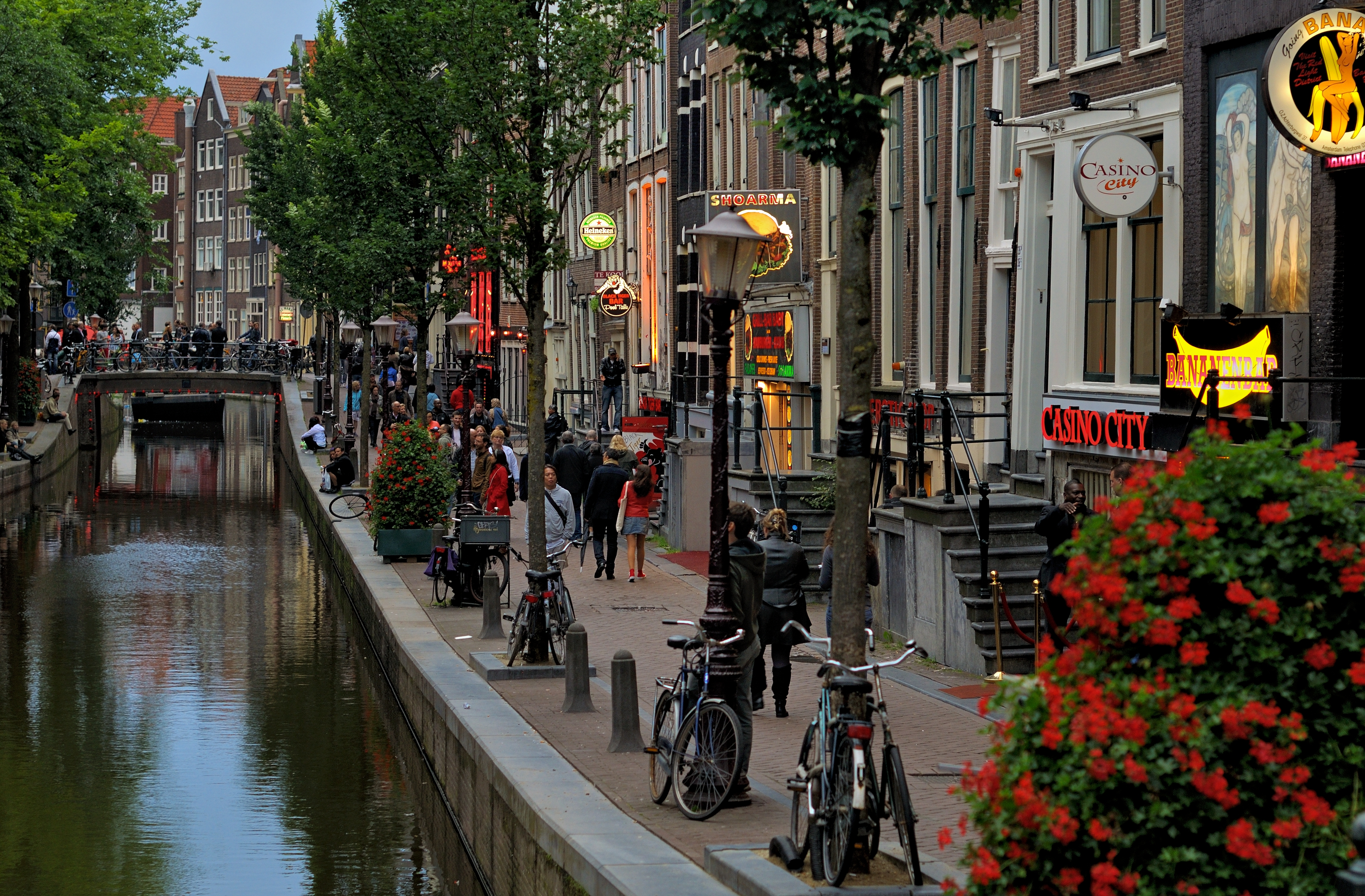
Một con phố đèn đỏ ở Amsterdam

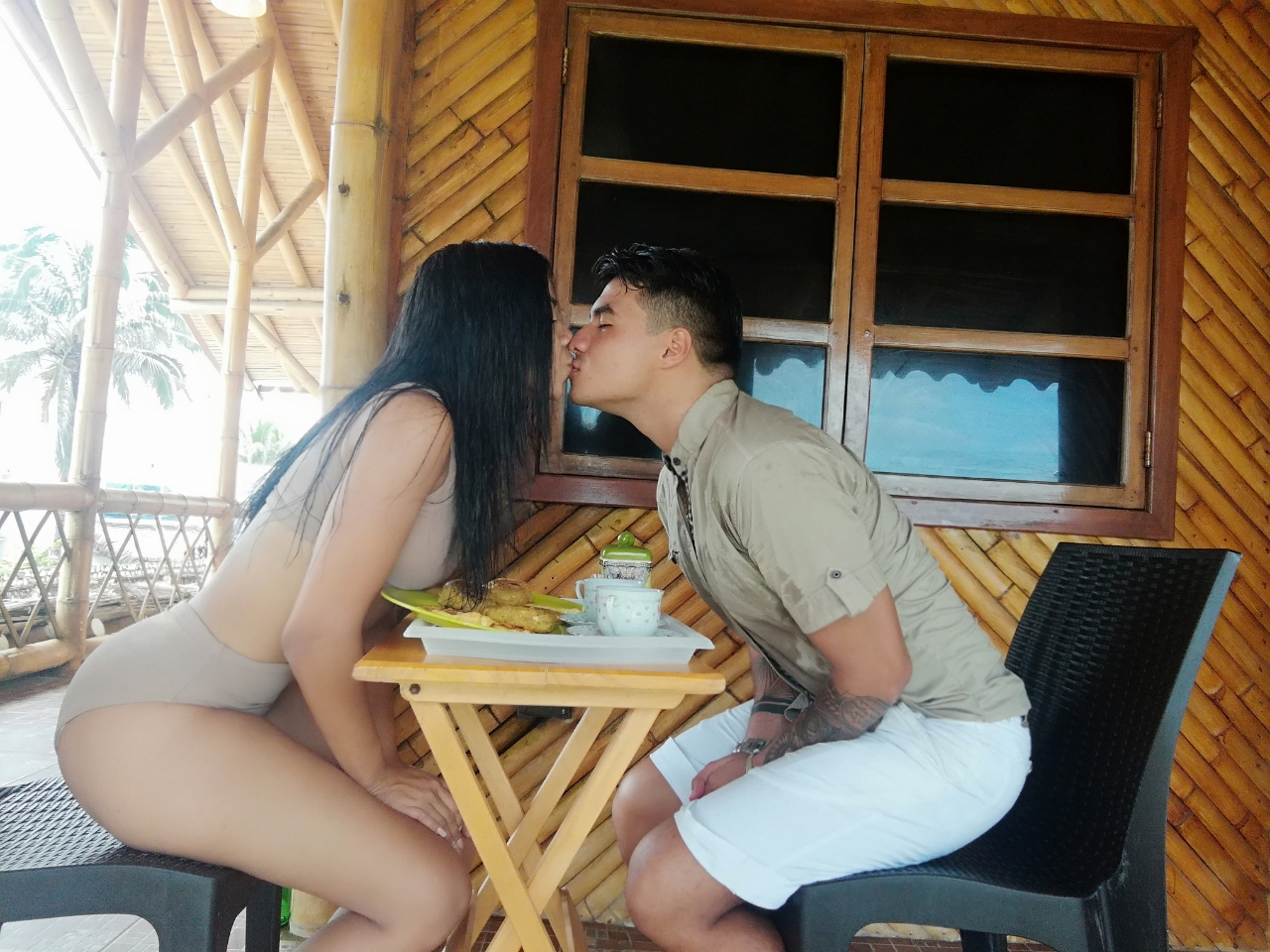
Trải nghiệm bạn gái khi đi du lịch

Những người hành nghề mại dâm truyền thụ cảm giác tình cảm chân thực, trải lòng, tâm sự để làm cho trải nghiệm thú vị hơn cho khách làng chơi. Theo nhà xã hội học Elizabeth Bernstein, điều này làm cho hoạt động này trở nên có ý nghĩa hơn đối với cả khách mua dâm và người bán dâm vì nó liên quan đến lao động cảm xúc (Emotional labor). Một nghiên cứu tại Campuchia được công bố năm 2010 đã nhận định một số nhân viên bồi bàn nữ (nữ phục vụ chạy bàn) và nữ nhân viên pha chế cũng kiêm luôn nghề làm "bạn gái chuyên nghiệp" với "bạn trai phương Tây". Họ dựa vào những mối quan hệ cặp kè này để kiếm sống nhưng không hề coi mình là "gái mại dâm" và thường tìm kiếm tình yêu và hôn nhân khi có cơ hội, cũng như sự thoải mái về mặt vật chất. Trong những mối quan hệ nhập nhèm này, có một sự thể hiện mức độ thân mật nằm ở đâu đó giữa sự giả tạo và sự chân thành. Ở Hồng Kông, theo các nhân viên xã hội, thanh thiếu niên độ 15 tuổi tự quảng cáo bản thân rằng mình sẵn sàng chịu "hẹn hò bù đắp". Hiện tượng này đang trở nên dễ chấp nhận hơn đối với các cô gái tuổi teen Hồng Kông, vốn là những người không cho rằng hẹn hò bù đắp là một loại mại dâm. Một số người tin rằng nó khác vì nó không liên quan đến quan hệ tình dục và họ có thể chọn khách hàng của mình, bao gồm từ nam thanh niên đến nam giới đã có gia đình.
Ở Nhật Bản có hình thức Enjo kōsai (hẹn hò trợ cấp) là một loại quan hệ tình dục giao dịch. Đó là một thuật ngữ tiếng Nhật cho một thực tế để chỉ việc những người đàn ông lớn tuổi đưa tiền hoặc những món quà xa xỉ phẩm cho những cô gái trẻ hấp dẫn để được yêu thỏa thích. Đối tượng nữ tham gia bao gồm từ các cô gái đang đi học (hoặc kinh doanh), nó là một hình thức mại dâm trẻ em, theo đó các cô gái tham gia bán thân thể của mình để đổi lấy hàng hiệu hoặc tiền bạc. Một số trung tâm dành cho phụ nữ ở Nhật Bản hoạt động bao gồm "trao đổi mối quan hệ xã hội hoặc thì giờ của một cô gái" như một phần của phương trình này. Nhà nhân chủng học Laura Miller cho rằng phần lớn các cuộc hẹn hò enjo-kōsai bao gồm các nhóm cô gái đi cùng một nhóm đàn ông lớn tuổi đến quán karaoke trong vài giờ và được trả tiền cho thời gian bên nhau. Một số nhóm nữ quyền coi đây là một cách trao quyền để "làm suy yếu các mô hình gia trưởng về quyền được sử dụng để đánh giá và kiểm soát phụ nữ". Tự quyết cơ thể và phương tiện để hỗ trợ bản thân là một kiểu độc lập mới của những cô gái này. Phụ nữ truyền thống ở Nhật Bản được cho là nhạy cảm, khiêm tốn, biết nuôi dưỡng và tôn trọng, tuy nhiên, các cô gái tham gia vào quan hệ này rõ ràng là từ chối những đức tính tiết chế và khiêm tốn của phụ nữ ở Nhật Bản. Mặc dù phần lớn xã hội Nhật Bản không khuyến khích kiểu hành vi này, nhưng điều đó đã không ngăn được các giáo viên, nhà sư, quan chức chính phủ, doanh nhân, giám đốc điều hành công ty và những người có địa vị xã hội cao khác bị bắt vì dính líu tới enjo-kōsai..